# Ágios Elefthérios (métro d'Athènes)
Pour le quartier, voir Ágios Elefthérios.
Ágios Elefthérios (grec moderne : Άγιος Ελευθέριος) est une station de la ligne 1 (ligne verte) du métro d'Athènes située entre le quartier éponyme et celui d’Áno Patíssia à l'extrémité nord de la municipalité d'Athènes.

## Situation ferroviaire
Établie en surface, dont l'un tiers sur un pont routier-ferroviaire, la station d'Ágios Elefthérios est située au point kilométrique (PK) 14,668 de la ligne 1 du métro d'Athènes, entre les stations de Káto Patíssia et d'Áno Patíssia.

## Histoire
La station Ágios Elefthérios, nouvelle station ajoutée à la ligne, est mise en service le 4 août 1961 quatre ans après l'achèvement de la totalité de la ligne en 1957.
Elle est la première à être réhabilitée pour les Jeux olympiques d'Athènes. Après une rénovation, qui notamment rend la station accessible aux personnes à mobilité réduite, est rouverte en décembre 2001. Elle comporte deux quais latéraux, accessibles par des ascenseurs, encadrant les deux voies de circulation.

## Intermodalité
La station permet de rejoindre à proximité plusieurs arrêts de réseaux de transports en commun : des trolleybus (lignes : 3, 5, 6, 11, 13 et 14), des bus urbains (lignes : A8, B8, B9, Γ8, Γ9, 024, 703 et 605) et par des bus de nuit de la ligne 500.